# Fontaine-Raoul
Fontaine-Raoul és un municipi francès, situat al departament del Loir i Cher i a la regió de Centre – Vall del Loira. L'any 2007 tenia 224 habitants.

## Demografia

### Població
El 2007 la població de fet de Fontaine-Raoul era de 224 persones. Hi havia 96 famílies, de les quals 24 eren unipersonals (12 homes vivint sols i 12 dones vivint soles), 32 parelles sense fills, 32 parelles amb fills i 8 famílies monoparentals amb fills.
La població ha evolucionat segons el següent gràfic:
Habitants censats

### Habitatges
El 2007 hi havia 161 habitatges, 95 eren l'habitatge principal de la família, 50 eren segones residències i 16 estaven desocupats. Tots els 160 habitatges eren cases. Dels 95 habitatges principals, 83 estaven ocupats pels seus propietaris, 11 estaven llogats i ocupats pels llogaters i 1 estava cedit a títol gratuït; 2 tenien una cambra, 4 en tenien dues, 22 en tenien tres, 31 en tenien quatre i 36 en tenien cinc o més. 63 habitatges disposaven pel capbaix d'una plaça de pàrquing. A 47 habitatges hi havia un automòbil i a 38 n'hi havia dos o més.

### Piràmide de població
La piràmide de població per edats i sexe el 2009 era:
| Homes | Edats   | Dones |
| ----- | ------- | ----- |
| 0     | 95 o +  | 0     |
| 0     | 90 a 94 | 5     |
| 1     | 85 a 89 | 0     |
| 0     | 80 a 84 | 1     |
| 7     | 75 a 79 | 7     |
| 6     | 70 a 74 | 11    |
| 6     | 65 a 69 | 4     |
| 8     | 60 a 64 | 3     |
| 6     | 55 a 59 | 5     |
| 13    | 50 a 54 | 9     |
| 7     | 45 a 49 | 1     |
| 6     | 40 a 44 | 11    |
| 5     | 35 a 39 | 8     |
| 7     | 30 a 34 | 6     |
| 5     | 25 a 29 | 3     |
| 4     | 20 a 24 | 1     |
| 7     | 15 a 19 | 2     |
| 8     | 10 a 14 | 6     |
| 2     | 5 a 9   | 4     |
| 4     | 0 a 4   | 8     |

## Economia
El 2007 la població en edat de treballar era de 141 persones, 104 eren actives i 37 eren inactives. De les 104 persones actives 97 estaven ocupades (53 homes i 44 dones) i 7 estaven aturades (3 homes i 4 dones). De les 37 persones inactives 19 estaven jubilades, 7 estaven estudiant i 11 estaven classificades com a «altres inactius».

### Ingressos
El 2009 a Fontaine-Raoul hi havia 97 unitats fiscals que integraven 221 persones, la mediana anual d'ingressos fiscals per persona era de 18.973 €.

### Activitats econòmiques
Dels 11 establiments que hi havia el 2007, 1 era d'una empresa extractiva, 1 d'una empresa de fabricació d'altres productes industrials, 2 d'empreses de construcció, 1 d'una empresa de comerç i reparació d'automòbils, 1 d'una empresa d'informació i comunicació, 1 d'una empresa financera, 1 d'una empresa immobiliària, 2 d'empreses de serveis i 1 d'una empresa classificada com a «altres activitats de serveis».
Dels 3 establiments de servei als particulars que hi havia el 2009, 1 era un guixaire pintor, 1 lampisteria i 1 agència immobiliària.
L'any 2000 a Fontaine-Raoul hi havia 4 explotacions agrícoles que ocupaven un total de 456 hectàrees.

## Poblacions més properes
El següent diagrama mostra les poblacions més properes.